# Championnats du monde d'escrime 2004
Navigation
Édition précédente Édition suivante
Les Championnats du monde d'escrime 2004 se sont tenus à New York aux États-Unis le 11 juin. Seules deux épreuves féminines sont disputées lors des championnats : le sabre par équipes et le fleuret par équipes. Ces deux disciplines ne furent pas disputées aux Jeux Olympiques d'Athènes en août 2004. 

## Médaillés
| Épreuves           | Or                                                                                        | Argent                                                                     | Bronze                                                                                   |
| ------------------ | ----------------------------------------------------------------------------------------- | -------------------------------------------------------------------------- | ---------------------------------------------------------------------------------------- |
| Fleuret            |                                                                                           |                                                                            |                                                                                          |
| Femmes par équipes | Italie- Margherita Granbassi - Giovanna Trillini - Valentina Vezzali - Elisa Di Francisca | Roumanie- Roxana Scarlat - Laura Badea - Cristina Stahl                    | Pologne- Sylwia Gruchała - Magdalena Mroczkiewicz - Anna Rybicka - Małgorzata Wojtkowiak |
| Sabre              |                                                                                           |                                                                            |                                                                                          |
| Femmes par équipes | Russie- Sofia Velikaïa - Yekaterina Fedorkina - Yelena Nechayeva                          | États-Unis- Emma Baratta - Emily Jacobson - Sada Jacobson - Mariel Zagunis | France- Anne-Lise Touya - Léonore Perrus - Cécile Argiolas                               |

## Tableau des médailles
| Rang | Nation     | Or | Argent | Bronze | Total |
| ---- | ---------- | -- | ------ | ------ | ----- |
| 1    | Italie     | 1  | 0      | 0      | 1     |
| 2    | Russie     | 1  | 0      | 0      | 1     |
| 3    | Roumanie   | 0  | 1      | 0      | 1     |
| 4    | États-Unis | 0  | 1      | 0      | 1     |
| 5    | France     | 0  | 0      | 1      | 1     |
| 6    | Pologne    | 0  | 0      | 1      | 1     |